# ピース (King & Princeのアルバム)
『ピース』は、King & Princeによる5枚目のオリジナル・アルバム。2023年8月16日にJohnnys' Universeから発売。

## 概要
2人体制となったKing & Princeにとって初のアルバム作品。タイトルには「2人が互いに大事なパズルのピース」であることや、「幸せ」「平和」「楽しい」などの意味が込められている。
本作のリリースは、7月2日に有明アリーナで開催されたファンミーティング『King & Princeとうちあわせ』で発表された。全形態共通の13曲（通常盤は14曲）が収録されているが、2人が気負わず、今”歌いたい”にこだわった曲が集められており、ジャケット写真も等身大をテーマにしたビジュアルが採用されている。
本作には初のソロ曲も収録。「きみいろ」は永瀬廉が初めて作詞に挑戦した恋愛ソング。当初は自身で作詞する予定は無かったが、実際に文章を書くうちにいいなぁと思い始め、どうせなら聞く方が恥ずかしくなるくらい振り切った甘い歌詞にしようと決めたと明かしている。髙橋海人の「ワレワレハコイビトドウシダ」は、尊敬するクリープハイプの尾崎世界観に自ら作詞作曲を依頼し、クリープハイプがアレンジ・演奏・コーラスまでを務めている。
リード曲「My Love Song」は、愛の再告白をテーマとした楽曲で、老若男女すべての人に届ける王道ラブソング。7月20日にはミュージックビデオがYouTubeチャンネルで公開された。大切な人へ思いを伝えるイメージシーンと、2人が青空や夜景をバックにパフォーマンスするシーンで構成され、イントロとアウトロ、サビで指をクロスする振付には「ずっと一緒」というメッセージが込められている。初回限定盤AにはこのPVの他、2人がじゃれあう姿が盛り込まれたMV撮影当日収録風景や、作品に対する想いを語る特典映像「「My Love Song」Music Video Shooting Behind the scenes」も収録されている。
8月16日にはアルバム発売記念として、TikTokオリジナルエフェクト「King & Princeピンポールチャレンジ」をリリース。「My Love Song」の音源に合わせて各色のピンボールをリングの中を通すことで点数が入るゲームエフェクトとなっている。また、ハッシュタグチャレンジ「#KingandPrinceピンボールチャレンジ」も開催され、「My Love Song」の楽曲を背景音にハッシュタグ「#KingandPrinceピンボールチャレンジ」をつけた投稿を募集した。
本作を引っ提げ、8月27日より全国7か所・全24公演で27万人を動員予定のアリーナツアー『King & Prince LIVE TOUR 2023 〜ピース〜』を敢行。

## リリース
初回限定盤A・初回限定盤B・通常盤とファンクラブ限定のDear Tiara盤の4形態で発売。CDの収録内容は通常盤のみ1曲多く、初回限定盤A・B・Dear Tiara盤にそれぞれ異なる内容のDVDが付いている。
仕様・特典
- 初回限定盤A・初回限定盤B - 三方背ケース付き2Dケース、フォトブックレット24P、歌詞ブックレット20P
- 通常盤 - 3Pケース、歌詞ブックレット20P、ソロアナザージャケット2種セット(初回プレスのみ)
- Dear Tiara盤 - 56Pフォトブック型ジャケット

先着外付け特典
- 初回限定盤A - フォトカードA6
- 初回限定盤B - クリアポスターA4
- 通常盤(初回プレスのみ) - 5周年ロゴスタンプ
- Dear Tiara盤 - ステッカーシートA6

初回封入特典
- 初回限定盤A - 期間限定動画A「5分だけの夏休み」視聴シリアルナンバー
- 初回限定盤B - 期間限定動画B「5分だけの夏休みの絵日記」視聴シリアルナンバー
- 通常盤(初回プレスのみ) - 期間限定動画C「「My Love Song」Recording Movie」視聴シリアルナンバー

また、外付け特典としてKing & Princeの5周年を記念して11月4日に東京某所で行われる、King & Prince 5th Anniversary「King & Princeとうちあげ」に応募できる応募用シリアルコードが付属している。イベントは生配信され、A賞が会場への招待、B賞が生配信視聴でどちらかを選んで応募できる。また、申し込んだ人は当落にかかわらずイベント本編の部分のみ2023年11月10日18:00 - 11月13日12:00の期間限定で見逃し配信を視聴することができる。

## 収録内容
クレジット出典

### CD
1. 静寂のパレード［3:18］
作詞：大山恭子、作曲：浅田大貴、編曲：高橋哲也
2. My Love Song［4:27］
作詞：MEG.ME / MURATA、作曲：MEG.ME / Louis / MURATA / 福田智樹、編曲：生田真心
  - 本作のリード曲[13]
3. なにもの ［3:42］
作詞：YAmai / タイラヨオ、作曲：YAmai、編曲：吉岡たく
  - 13thシングル
  - 髙橋海人・森本慎太郎 (SixTONES）ダブル主演日本テレビ系日曜ドラマ『だが、情熱はある』（第8話以降）主題歌
4. That's Entertainment［3:50］
作詞・作曲：Atsushi Shimada / Kenichi Sakamuro、編曲：CHOKKAKU
5. 分かってるつもり［3:49］
作詞・作曲：小原綾斗、編曲：K2Five
6. かた結び［4:41］
作詞・作曲：草川瞬 / Kenichi Sakamuro、編曲: Tomoki Ishizuka
7. ワレワレハコイビトドウシダ［3:35］ - 髙橋海人
作詞・作曲：尾崎世界観、編曲：クリープハイプ
8. CHASE IT DOWN［3:51］
作詞：EMI K.Lynn、作曲：Erik Lidbom / Ricardo Burgrust、編曲：Erik Lidbom
9. TLConnection［3:33］
作詞：栗原暁、作曲：Mitsunori Ikeda / 栗原暁、編曲：Mitsunori Ikeda
10. Recolor［3:27］
作詞：Yuka Goto、作曲：Chris Meyer / Erik Lidbom、編曲：Erik Lidbom
11. きみいろ［4:41］- 永瀬廉
作詞：永瀬廉 / YUUKI、作曲：YUUKI、編曲:野口大志
12. 君に届け［3:43］
作詞：草川瞬、作曲：川口進 / 草川瞬 / 佐原康太、編曲：佐原康太
13. Happy ever after［4:41］
作詞：山崎あおい、作曲・編曲：KOUGA
14. TOGETHER WE STAND［4:13］
作詞：CLAUDE S.、作曲：Erik Lidbom / Christofer Erixon / Joakim Bjornberg、編曲：Erik Lidbom
  - 通常盤のみ収録。

### DVD

#### 初回限定盤A
- 「My Love Song」Music Video
- 「My Love Song」Music Video -Dance ver.-
- 「My Love Song」Music Video Shooting Behind the scenes

#### 初回限定盤B
- 「ピース」Behind the scenes
2人が打ち合わせやレコーディング、ジャケット撮影に臨む姿などアルバムを作り上げていく様子を追う[13][26]。

#### Dear Tiara盤
- Live Performance from 2023.7.2 King & Princeファンミーティング「King & Princeとうちあわせ」
7月2日に有明アリーナで行われたファンミーティングの昼公演のライブパフォーマンス映像、夜公演での「koi-wazurai」のパフォーマンス映像、メイキング映像を収録[13]。

1. なにもの
2. Magic of Love
3. 名もなきエキストラ
4. Lovin' you
5. koi-wazurai

## チャート成績
初週34.2万枚を売り上げ、8月28日付オリコン週間アルバムランキング初登場1位となり、1stアルバムから6作連続の初週売上30万枚超えも達成した。